# Marquesado de Villamayor de las Ibernias
El marquesado de Villamayor de las Ibernias es un título nobiliario español creado por real decreto el 18 de marzo de 1617 y el real despacho del 7 de abril de 1617 por el rey Felipe III a favor de Francisco Pacheco de Córdoba y Bocanegra, adelantado de Nueva Galicia en Nueva España, caballero de la Orden de Santiago y señor de Villamayor de las Ibernias que compró en 1613.
Este título fue rehabilitado en 1918 por el rey Alfonso XIII a favor de María Luisa Cotoner y Álvarez de las Asturias Bohorques, VIII marquesa de Bélgida, etc. que se convirtió así en la decimotercera marquesa de Villamayor de las Ibernias.

## Marqueses de Villamayor de las Ibernias
|                                 | Titular                                                              | Periodo                 |
| Creación por Felipe III         | Creación por Felipe III                                              | Creación por Felipe III |
| ------------------------------- | -------------------------------------------------------------------- | ----------------------- |
| I                               | Francisco Pacheco de Córdoba Bocanegra Vázquez de Coronado y Estrada | 1617-1618               |
| II                              | Carlos Pacheco de Córdoba Bocanegra y Colón de la Cueva              | 1618-1646               |
| III                             | Francisco Domingo de Córdoba Colón de Bocanegra                      | 1646-1668               |
| IV                              | Diego Antonio Fernando de Córdoba Colón de Bocanegra                 | 1668-1693               |
| V                               | María Eugenia de Córdoba Colón de Bocanegra Portugal y Berghes       | 1693-1694               |
| VI                              | Francisca María Bellvís y Córdoba                                    | 1694-1733               |
| VII                             | José Vicente Bellvís de Moncada y Exarch de Bellvís                  | 1733-1753               |
| VIII                            | Pascual Benito Bellvis de Moncada e Ibáñez de Segovia                | 1753-1781               |
| IX                              | Juan de la Cruz Bellvís de Moncada y Pizarro                         | 1781 -1835              |
| X                               | Antonio Ciriaco Bellvís de Moncada y Toledo                          | 1835-1842               |
| XI                              | José Álvarez de las Asturias Bohorques y Bellvís de Moncada          | 1842-1852               |
| XII                             | Íñigo Álvarez de las Asturias Bohorques y Álvarez de las Asturias    | 1857-1883               |
| Rehabilitación por Alfonso XIII |                                                                      |                         |
| XIII                            | María Luisa Cotoner y Álvarez de las Asturias Bohorques              | 1918-1942               |
| XIV                             | Alonso Cotoner y Cotoner                                             | 1957-                   |
| XV                              | Íñigo Alfonso Cotoner y Martos                                       | 2003-2004               |
| XVI                             | Olimpia Cotoner y Vidal                                              | 2004-actual             |

## Historia de los marqueses de Villamayor de las Ibernias
- Francisco Pacheco de Córdoba y Bocanegra (m. México, 29 de marzo de 1618), I marqués de Villamayor de las Ibernias, nacido probablemente en Nueva España,[3] hijo de Nuño de Chaves Pacheco de Córdoba y Bocanegra, encomendero de Valdecantos o de los Apaseos alto y bajo en Nueva España, y su esposa Marina Vázquez de Coronado y Estrada, a quien el rey Felipe III nombró marquesa vitalicia de Villamayor de las Ibernias por real cédula del 27 de mayo de 1617.[4] Fue nombrado I adelantado mayor del reino de Nueva Galicia en 1610.

Casó en primeras nupcias con su prima Catalina de Castilla y Chávez-Pacheco de quien hubo descendencia.
Contrajo un segundo matrimonio en 1600 con Juana Colón de Toledo y de la Cueva.  Le sucedió de su segundo matrimonio, su hijo:
- Carlos Pacheco de Córdoba Bocanegra y Colón de la Cueva (Ciudad de México, bautizado el 22 de abril de 1602-Madrid, 5 de septiembre de 1646),[6] II marqués de Villamayor de las Ibernias.[7]

Contrajo tres matrimonios. El primero el 20 de abril de 1625 en México con Mariana de Pedrosa y Dávila, también llamada Mariana de Castilla y Acuña de quien no hubo descendencia.  Casó en Sevilla en 1631 con su parienta Francisca Colón de Portugal y Toledo, sin sucesión de dicho matrimonio.  Contrajo un tercer matrimonio con Juana María Suárez de Mendoza y de la Cerda, IV condesa de Villardompardo, X condesa de Coruña.
De su tercer matrimonio tuvo varios hijos, entre ellos: Juana Teresa Antonia, casada con Manuel Exarch de Bellvís y Melo de Ferreyra, II marqués de Benavites, padres de una hija, Francisca María Bellvís y Córdoba que fue la VI marquesa de Villamayor de las Ibernias; Francisco Domingo, el III marqués de Villamayor de las Ibernias, y Diego Antonio que sucedió a su hermano en el marquesado:
- Francisco Domingo de Córdoba Colón de Bocanegra (Madrid, 24 de febrero de 1639-Madrid, 5 de abril de 1668), III marqués de Villamayor de las Ibernias y V conde de Villardompardo.[10]

Casó en Madrid (Santos Justo y Pastor) el 19 de abril de 1660 con su prima hermana Francisca Juana de Mendoza Córdoba y Aragón, III marquesa de Agrópoli, VIII marquesa de Mondéjar, X condesa de Tendilla y marquesa de Vallhermoso de Tajuña. Sin descendencia, le sucedió su hermano:
- Diego Antonio Fernando de Córdoba Colón de Bocanegra (Madrid, 16 de septiembre de 1642-Jaén, ca. 1693), IV marqués de Villamayor de las Ibernias y VI conde de Villardompardo.[12]

Casó en primeras nupcias en Bruselas el 25 de septiembre de 1668 con Honorata Alejandrina de Berghes y Renesse. Contrajo un segundo matrimonio en Madrid el 12 de enerdo de 1692 con María Antonia de Mendoza Caamaño, de quien no hubo descendencia. Le sucedió su hija del primer matrimonio:
- María Eugenia de Córdoba Colón de Bocanegra Portugal y Berghes (m. Bilbao, 22 de junio de 1694), V marquesa de Villamayor de las Ibernias, VII condesa de Villardompardo y VII condesa de Villar.[14]

Casó en Bruselas el 25 de mayo de 1681 con Pedro Ibáñez de Segovia Isasi de Leguizamón e Idiáquez, II marqués de Gramosa y vizconde de Vegas de Matute. Sin descendencia, le sucedió su prima:
- Francisca María Belvís y Córdoba (Valencia, 21 de agosto de 1666-Valencia, 4 de abril de 1733), VI marquesa de Villamayor de las Ibernias, IV condesa de Villamonte y VIII condesa de Villardompardo, IV marquesa de Benavites, señora de las villas baronías y lugares de Puig, Ribarroja, etc.[15]

Contrajo matrimonio, en Valencia el 4 de febrero de 1680, con su primo Francisco Bellvís de Moncada y Escrivá. Le sucedió su hijo:
- * José Vicente Belvís de Moncada y Exarch de Belvís (Valencia, 17 de noviembre de 1697-Madrid, 6 de marzo de 1753), VII marqués de Villamayor de las Ibernias,[17] XVI barón y I marqués de Bélgida, V marqués de Benavites,[18] V conde de Sallent, IX conde de Villardompardo, V conde de Villamonte[18] y VII barón de La Joyosa y de Marrau.[17] Era hijo de Francisco Belvis Escrivá y Moncada y de Francisca María Exarch de Belvís y Pacheco de Córdoba, casados el 4 de febrero de 1680 en Valencia, VI marquesa de Villamayor de las Ibernias, IV condesa de Villamonte, VIII condesa de Villardompardo, IV marquesa de Benavites, señora de las villas baronías y lugares de Puig, Ribarroja, etc.,[15] hija de Manuel Exarch de Belvís y Melo de Ferreira, III marqués de Benavites, III conde de Villamonte, V barón de Joyosa, de Marrau, y de Juana Teresa Pacheco de Córdoba Bocanegra y Torres de Portugal, hija de Carlos Pacheco de Córdoba Bocanegra y Colón de la Cueva, II marqués de Villamayor de las Ibernias, y de su tercera esposa, Juana María Suárez de Mendoza y de la Cerda, IV condesa de Villardompardo y X condesa de Coruña.[18]

Casó, en Madrid el 13 de octubre de 1717, con Catalina (Olalla Eulalia) Ibáñez de Segovia y Fernández de Velasco,  hija de José Antonio Ibáñez de Segovia y Mendoza (1657-1730), X marqués de Mondéjar, grande de España, XII conde de Tendilla, X marqués de Vallhermoso de Tajuña, V marqués de Agrópoli, y de María Victoria de Velasco y Carvajal. Le sucedió su hijo:
- Pascual Benito Belvís de Moncada y Pizarro (Valencia, 21 de junio de 1727-Madrid, 23 de julio de 1781), VIII marqués de Villamayor de las Ibernias,[23] II marqués de Bélgida, VI marqués de Benavites, X conde de Villardompardo, VI conde de Sallent, VI conde de Villamonte, conde del Sacro Romano Imperio, de Marrades, desde septiembre de 1779, XIV marqués de Mondéjar, grande de España,[24] —como sucesor de su tío materno, Marcos Ignacio López de Mendoza e Ibáñez de Segovia—, IX marqués de Agrópoli,[21] XIV marqués de Vallhermoso de Tajuña y conde de Tendilla.[25] Fue gentilhombre de cámara con ejercicio, maestrante de Valencia, caballero de la Orden de Carlos III y de la Orden del Toisón de Oro.[26]

Casó, en Madrid el 17 de febrero de 1754, con Florencia Pizarro Piccolomini de Aragón y Herrera (1727-1794), III marquesa de San Juan de Piedras Albas, grande de España, VII marquesa de Adeje, V marquesa de Orellana la Vieja, XII condesa de la Gomera, hija de Juan de la Cruz Pizarro Piccolomini de Aragón y de su esposa Juana Josefa de Herrera Ayala y Llarena, y viuda de su primer matrimonio con su tío Antonio de Herrera y Ayala, V marqués de Adeje. Le sucedió su hijo:
- Juan de la Cruz Belvís de Moncada y Pizarro (Madrid, 1 de diciembre de 1756-Madrid, 20 de octubre de 1835),[29] IX marqués de Villamayor de las Ibernias,[30] III marqués de Bélgida, VII marqués de Benavites, IV marqués de San Juan de Piedras Albas, Grande de España,[28] XV marqués de Mondéjar, dos veces grande de España,[24] marqués de Vallhermoso de Tajuña, VIII marqués de Adeje, X marqués de Agrópoli, marqués de Orellana la Vieja, VI conde de Villamonte, XI conde de Villardompardo, XII conde de la Gomera, VII conde de Sallent, XIII conde de Tendilla, conde del Sacro Romano Imperio, etc.[31] Fue también alférez mayor perpetuo de la ciudad de Jaén, alcaide de la Alhambra, caballero de la Orden del Toisón de Oro, de la Orden de Carlos III, gentilhombre de cámara, mayordomo mayor de palacio, sumiller de corps, caballerizo, menino, ballestero y montero mayor del rey Carlos IV y maestrante de Valencia.[32]

Contrajo matrimonio, en Madrid el 4 de abril de 1774, con María de la Encarnación Álvarez de Toledo y Gonzaga, dama de la reina y de la Orden de las Damas Nobles de la Reina María Luisa, hija de Antonio Álvarez de Toledo y Osorio, X marqués de Villafrancadel Bierzo, y de su segunda esposa María Antonia Gonzaga y Caracciolo. Le sucedió su hijo:
- Antonio Ciriaco Belvís de Moncada y Álvarez de Toledo (Madrid, 8 de agosto de 1775-Madrid, 10 de agosto de 1842), X marqués de Villamayor de las Ibernias,[33] IV marqués de Bélgida,[32] XI marqués de Agrópolis,[34] V marqués de San Juan de Piedras Albas,[28] XVI marqués de Mondéjar,[24] dos veces grande de España, IX marqués de Adeje, VII marqués de Orellana la Vieja, VIII marqués de Benavites, XIX conde de Tendilla, XII conde de Villardompardo, XIII conde de la Gomera, VIII conde de Villamonte, VIII conde de Sallent, XVI conde de Coruña, vizconde de Torija, conde del Sacro Romano Imperio, etc.[35]

Casó, en Madrid el 16 de enero de 1799, con María Benita de los Dolores Palafox y Portocarrero (1782-1864), hija de Felipe Palafox y Croy y de María Francisca de Sales Portocarrero, VI condesa de Montijo. Le sucedió su nieto, hijo de su hija María Josefa Simona Bellvís de Moncada y Palafox, XVII marquesa de Vallhermoso de Tajuña y V marquesa de Bélgida y de José Álvarez de las Asturias Bohorques y Chacón:
- José Álvarez de las Asturias Bohorques y Belvís de Moncada (Madrid, 1822-Madrid, 15 de febrero de 1852), VI marqués de Bélgida,[37] XI marqués de Villamayor de las Ibernias, XIX marqués de Vallhermoso de Tajuña,[38] XVII marqués de Mondéjar, grande de España,[24] IX conde de Sallent, XIX conde de Tendilla, X marqués de Adeje, XII marqués de Agrópoli,[38] XIII conde de Villardompardo, XV conde de la Gomera.[37]

Contrajo matrimonio, en Madrid el 8 de junio de 1843, con su prima hermana Luisa Álvarez de las Asturias Bohorques y Giráldez. Le sucedió su hijo:
- Íñigo Álvarez de las Asturias Bohorques y Álvarez de las Asturias Bohorques (21 de julio de 1851-21 de agosto de 1883), XII marqués de Villamayor de las Ibernias,[40] VII marqués de Bélgida,[39] XVIII marqués de Mondéjar, grande de España,[24] XIII marqués de Agrópoli.[38]

Falleció sin descendencia y le sucedió su sobrina:
- María Luisa Cotoner y Álvarez de las Asturias Bohorques (Madrid, 6 de febrero de 1879-Palma de Mallorca, 31 de mayo de 1948), XIII marquesa de Villamayor de las Ibernias,[41] VIII marquesa de Bélgida,[41] XI marquesa de Adeje (rehabilitado en 1918),[42] IX marquesa de Orellana la Vieja (rehabilitado también a su favor en 1918),[38] XVI condesa de Villardompardo.[41] Era hija de María del Carmen Álvarez de Asturias Bohorques y Álvarez de las Asturias Bohorques, X condesa de Sallent, condesa de Villamonte, y XX marquesa de Mondéjar grande de España[24] —hermana del XII marqués de Villamayor de las Ibernias—, y de su esposo José Cotoner y Allendesalazar, hijo de Fernando Cotoner y Chacón, I marqués de la Cenia.[39]

Casó, en Madrid el 22 de junio de 1900, con su primo hermano José Fernando Cotoner y de Veri (1872-1955), VIII marqués de Ariany. Le sucedió su hijo:
- Alonso Cotoner y Cotoner (n. Madrid, 21 de enero de 1917), XIV marqués de Villamayor de las Ibernias,[43][44] conde de Sallent[45]

Le sucedió su sobrino:
- Íñigo Alfonso Cotoner y Martos (n. Madrid, 13 de noviembre de 1943), XV marqués de Villamayor de las Ibernias,[46] conde de Tendilla (25 de octubre de 1968), XX marqués de Mondéjar (29 de marzo de 1997), conde de Sallent (16 de febrero de 1999) y vizconde de Ugena (14 de abril de 2000).[47] Era hijo de Nicolás Cotoner y Cotoner y de su esposa María de la Trinidad Martos y Zabalburu, V vizcondesa de Ugena.[48]

Casó en primeras nupcias el 21 de septiembre de 1968 en Palma de Mallorca con María del Carmen Vidal Enseñat. Después de enviudar, contrajo un segundo matrimonio en Madrid el 13 de mayo de 1998 con María Vega-Penichet López. Repartió varios de sus títulos entre sus hijos y de su primera esposa: Íñigo Cotoner y Vidal, conde de Tendilla desde el 16 de marzo de 2000; Marina Carmen Cotoner y Vidal, condesa de Sallent desde el 22 de abril de 2004; María del Carmen Cotoner y Vidal, vizcondesa de Ugena desde 2004. En el marquesado de Villamayor de las Ibernias, le sucedió su hija primogénita en 2004:
- Olimpia Cotoner y Vidal (n. Madrid, 5 de junio de 1969), XVI marquesa de Villamayor de las Ibernias.[49][50]

Casó con Alfonso Díez de Rivera y Elzaburu, IV marqués de Huétor de Santillán desde 1988 y VI conde de Sanafe desde 1989.